# Nascimento de Jesus

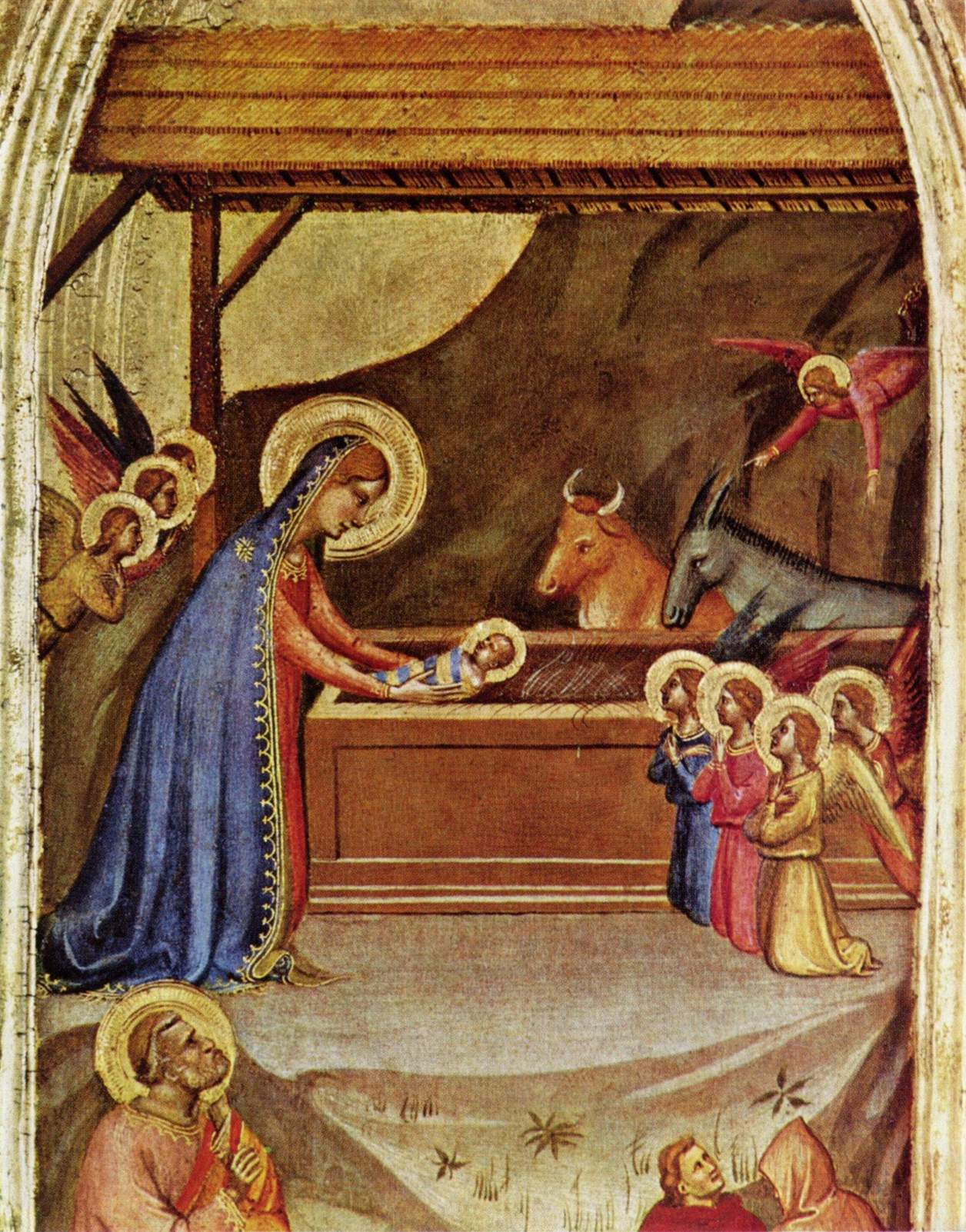
O Nascimento de Jesus
c. 1325. Por Bernardo Daddi

O Nascimento de Jesus, chamado também de Natividade, é uma referência aos relatos do nascimento de Jesus presentes principalmente nos evangelhos de Lucas e Mateus, mas também em alguns textos apócrifos.
| “ | E o Verbo se fez carne e habitou entre nós (...) | ” |

Os evangelhos canônicos de Lucas e Mateus contam que Jesus nasceu em Belém, na província romana da Judeia de uma mãe ainda virgem. No relato do Evangelho de Lucas, José e Maria viajaram de Nazaré para Belém para comparecer a um censo e Jesus nasceu durante a viagem numa simples manjedoura. Anjos o proclamaram salvador de todas as pessoas e pastores vieram adorá-lo. No relato de Mateus, astrônomos seguiram uma estrela até Belém para levar presentes a Jesus, nascido o "rei dos judeus". O rei Herodes ordenou em seguida o massacre de todos os garotos com menos de dois anos da cidade, mas a família de Jesus conseguiu escapar para o Egito e, depois que Herodes morreu, voltou para Nazaré.
Muitos acadêmicos defendem que as duas narrativas são não históricas e contraditórias. Outros estudiosos cristãos defendem o contrário, ou seja, que não há contradição alguma e destacam as similaridades entre os relatos. Finalmente, há os que entendem que a discussão sobre a historicidade dos evangelhos é secundária, argumentando que eles foram escritos como documentos teológicos e não como cronologias históricas.
A principal celebração religiosa entre os membros da Igreja Católica e de diversos outros grupos cristãos é o serviço religioso da Véspera de Natal ou o da manhã do Dia de Natal. Durante os quarenta dias que levam ao Natal, a Igreja Ortodoxa pratica o Jejum da Natividade, enquanto que a maioria das congregações cristãs (incluindo a Igreja Católica, a Comunhão Anglicana, muitas igrejas protestantes e os batistas) iniciam a observância da temporada litúrgica do Advento quatro domingos antes do Natal — para todos, o período é de limpeza e renovação espiritual para a celebração do nascimento de Jesus. Na Igreja Católica, a Natividade de Jesus é o terceiro mistério gozoso do Santo Rosário.
Na teologia cristã, o nascimento é a encarnação de Jesus como segundo Adão, a realização da vontade de Deus com o objetivo de desfazer o dano provocado pela queda do primeiro Adão. As representações artísticas da Natividade tem sido um grande tema para os artistas cristãos desde o século IV. A partir do século XIII, o presépio enfatiza a humildade de Jesus e promove uma imagem mais terna de Jesus, um importante ponto de inflexão em relação às mais antigas imagens do Jesus "Senhor e Mestre", o que acabou por influenciar o ministério pastoral do cristianismo.

## Evangelhos canônicos
Os relatos sobre o casamento de José e Maria e o nascimento de Jesus aparecem em dois dos quatro evangelhos canônicos, o Evangelho de Lucas e o Evangelho de Mateus. Lucas relata principalmente os eventos que antecedem ao nascimento e se concentra em Maria. Mateus, por outro lado, relata principalmente os eventos posteriores e se concentra em José. Os dois outros evangelhos canônicos, o Evangelho de Marcos e o Evangelho de João, começam suas narrativas sobre a vida de Jesus com ele já adulto e ambos afirmam que ele teria vindo da Galileia (Marcos 1:9; João 7:41–42; João 7:52). João menciona o nome do pai dele (João 6:42), mas, fora isto, nenhum dos dois apresenta qualquer detalhe anterior.
Contudo, muitos eventos do relato de Lucas não estão em Mateus — por exemplo, a viagem de Nazaré para Belém — e outros aparecem apenas em Mateus, como a Fuga para o Egito.
Geralmente se considera que o relato da Natividade no Novo Testamento se encerra com a cena de Jesus entre os doutores, anos depois, já depois de a família ter retornado para a Galileia.

### Evangelho de Lucas
A Natividade é um elemento importante do Evangelho de Lucas e abrange mais de 10% do texto. Seu relato é três vezes mais longo que o de Mateus e maior do que muitos livros do Novo Testamento. Lucas não se apressa para chegar ao nascimento e prepara-se para o evento narrando diversos episódios anteriores: ele é o único a relatar o nascimento de João Batista, um episódio que ele utiliza para traçar paralelos com o nascimento de Jesus, por exemplo, entre a visita do anjo (Lucas 1:5–25) a Zacarias sobre o nascimento de João Batista e a Anunciação a Maria (Lucas 1:26–38) a respeito do nascimento de Jesus ou também entre a Canção de Zacarias (Lucas 1:57–80) sobre João e a Canção de Simeão (Lucas 2:1–40) sobre Jesus. Porém, enquanto Lucas dedica apenas dois versículos (Lucas 1:57–58) ao nascimento de João, o nascimento de Jesus aparecem em vinte (Lucas 2:1–20). Lucas então liga os dois nascimentos no episódio da Visitação e afirma que Maria e Isabel são primas. Não existe menção de parentesco entre João e Jesus nos demais evangelhos e o estudioso Raymond E. Brown afirma que o fato é de "duvidosa historicidade". Géza Vermes o chama de "artificial e indubitavelmente uma criação de Lucas".
Em Lucas, Maria fica sabendo pelo anjo Gabriel que irá ter um filho chamado Jesus. Quando ela pergunta como seria possível, dado que era ainda uma virgem, Gabriel afirma que o Espírito Santo «virá sobre ti [ela]» (Lucas 1:35) e que «nenhuma palavra, vinda de Deus, será impossível» (Lucas 1:37). Sua resposta ficou depois famosa: «Eis aqui a serva do Senhor; faça-se em mim segundo a tua palavra» (Lucas 1:38). Depois Maria visita uma parente, Isabel, que está grávida de João Batista.
Quando Maria está perto de dar à luz, ela e o marido viajam de Nazaré para a terra ancestral de José em Belém para se registrarem no censo de Quirino (Lucas 2:2). Maria entra em trabalho de parto e, sem conseguir encontrar um lugar para se hospedar, o casal se refugia com o recém-nascido numa manjedoura (Lucas 2:1–7).
Um anjo visita os pastores que estavam nas redondezas e lhes leva «uma boa nova de grande gozo» (Lucas 2:10): «Hoje vos nasceu na cidade de Davi um Salvador, que é Cristo Senhor» (Lucas 2:11). O anjo conta que encontrarão a criança embrulhada em panos e deitada numa manjedoura. Ao anjo se junta uma «multidão da milícia celestial» (Lucas 2:13) que canta «Glória a Deus nas maiores alturas, E paz na terra entre os homens a quem ele quer bem.» (Lucas 2:14) Os pastores correram para o estábulo em Belém e lá encontraram Maria, José e Jesus. Eles repetiram o que ouviram do anjo e depois retornaram aos seus rebanhos (Lucas 2:16–20). Maria e José levaram depois Jesus até Jerusalém para ser circuncidado (Lucas 2:22) antes de retornarem todos para Nazaré (Lucas 2:39).

### Evangelho de Mateus
Depois do casamento de José e Maria em Mateus 1:18, José fica muito perturbado pela gravidez de Maria. Contudo, no primeiro dos três sonhos de José, um anjo afirma que ele não deve temer tomar Maria como sua esposa, pois a criança que ela carrega foi concebida pelo Espírito Santo.
A mensagem do anjo a José em Mateus 1:21 inclui a origem do nome Jesus e adquire implicações salvíficas quando o anjo instrui José: «a quem chamarás JESUS; porque ele salvará o seu povo dos pecados deles» (Mateus 1:21). É o único ponto de todo o Novo Testamento no qual o termo "salvar [seu povo]" aparece junto com "pecados" criando uma relação de causa e efeito.
Estudiosos há muito debatem se Mateus 1:22–23 foi dito pelo anjo ou por Mateus. Porém, Mateus 1:23 é, sem dúvida, a base para o uso do nome "Emanuel" ("Deus está conosco"). O nome Emanuel — das palavras hebraicas אֵל (’El - "Deus") e עִמָּנוּ (ʻImmānū - "conosco") — está relacionado com Isaías 7:14 e esta é mais uma de mais de uma dúzia ocorrências neste evangelho na qual Mateus, enquanto discute Jesus como sendo a realização de antigas profecias, faz referência ao livro de um dos profetas.
Em Mateus 2:1–12, a Estrela de Belém revela o local do nascimento de Jesus para um número (tradicionalmente três) dos "magos" (em grego: μάγος; em latim: magi), geralmente traduzido como "magos" ou "sábios", que viajaram até Jerusalém vindos de um país desconhecido "no oriente" (Mateus 2:1–4).
Os magos visitaram primeiro Herodes, o Grande, e perguntaram onde poderiam encontrar o recém-nascido "rei dos judeus". Herodes questionou seus conselheiros onde o Messias nasceria e eles responderam que seria em Belém, a terra natal do rei David, citando o profeta Miqueias (Miqueias 5:2–4). Herodes pediu aos magos que seguissem para lá e que depois voltassem para reportar se tinham conseguido encontrar a criança (Mateus 2:4–6).
Conforme os magos viajavam para Belém, a estrela «ia adiante deles» (Mateus 2:9) levando-os para uma casa onde encontraram e adoraram Jesus. Eles lhe deram presentes de ouro, incenso e mirra (Mateus 2:9–11), conforme previsto em Isaías 60, um capítulo que trata da peregrinação apocalíptica dos pagãos a Sião (Zion). No caso de Jesus, era a elite pagã que estava naquele momento com Jesus enquanto a elite do povo escolhido de Israel (os judeus) estava contra ele.
Num sonho, os magos foram alertados por Deus de que Herodes pretendia matar Jesus, a quem ele via como rival, e, por isso, voltaram para casa sem dizer-lhe onde encontrar o menino. Em sonho, um anjo então pede a José que fuja com a família para o Egito. Enquanto isso, Herodes, furioso, ordenou que todos os garotos com menos de dois anos de Belém fossem assassinados, o infame "Massacre dos Inocentes". A afirmação de Herodes em Mateus 2:16–18 sobre garotos com dois anos ou menos sugere que os magos teriam chegado a Belém muitos meses depois do nascimento de Jesus.
Depois da morte de Herodes, a família retornou do Egito, mas ficaram com medo de voltar para Belém por que o filho de Herodes governava a Judeia. Por isso, foram direto para a Galileia e se assentaram em Nazaré, realizando, segundo Mateus, outra profecia: «Ele será chamado Nazareno» (Mateus 2:23).

## Análise histórica
A maioria dos estudiosos da corrente principal (mainstream) não acredita que os relatos da Natividade de Lucas e Mateus sejam historicamente factuais. Outros acreditam que esta discussão é secundária, pois os evangelhos foram escritos primariamente como documentos teológicos e não como cronologias históricas. Como exemplo, eles citam que Mateus presta muito mais atenção ao nome da criança e às suas implicações teológicas do que ao evento do nascimento em si e, segundo Karl Rahner, os evangelistas demonstram pouco interesse em sincronizar os episódios do nascimento ou da vida posterior de Jesus com a história secular da época.
Como resultado, estudiosos modernos geralmente não fazem uso das narrativas da Natividade como fonte de informações históricas. Seja como for, a narrativa do nascimento contém algumas informações biográficas úteis e o fato de ele ter nascido perto do fim do reinado de Herodes ou nome de seu pai (José) são considerados "historicamente plausíveis".

### Pontos de vista tradicionais
Tradicionalmente, as narrativas bíblicas eram consideradas a Palavra de Deus inerrante. Alguns famosos estudiosos cristãos modernos ainda defendem esta visão, argumentando que os dois relatos são historicamente corretos e não se contradizem entre si, destacando as similaridades entre eles: o nascimento em Belém e o nascimento virginal. Em 1997, uma pesquisa revelou que 31% dos vigários anglicanos na Inglaterra não acreditavam no nascimento virginal, por exemplo.
George Kilpatrick e, separadamente, Michael Patella defendem a mesma tese e acrescentam ainda a infância em Nazaré como similaridade entre os dois. Os dois afirmam que, apesar de haver diferenças entre eles, uma narrativa geral pode ser construída combinando os dois.
Nem Lucas e nem Mateus afirmam que suas narrativas sejam baseadas no testemunho direto de Maria ou de José. James Hastings e, separadamente, Thomas Neufeld afirmam que as circunstâncias do nascimento foram mantidas deliberadamente restritas a um pequeno grupo de cristãos e mantidas em segredo por muitos anos depois de sua morte, o que explicaria as variações entre os dois relatos.
Daniel J. Harrington afirma que, por conta da escassez de registros antigos, diversos problemas sobre a historicidade de alguns episódios da Natividade jamais poderão ser completamente determinados e que a mais importante tarefa é decidir o que está narrativa significava para as primeiras comunidades cristãs.

#### Harmonização
Diversos estudiosos bíblicos, de Bernard Orchard e Reuben Swanson até Cox e Easley, tentaram demonstrar como os textos das duas narrativas poderiam ser intercalados na forma de uma harmonia evangélica para criar um único relato que começa com a viagem de Nazaré para Belém, continua com o nascimento, a Fuga para o Egito e termina com o retorno a Nazaré.
Jeffrey A. Gibbs apresentou uma harmonização diferente, que foca em Mateus 2:7–9. Segundo ele, Herodes e os magos já esperavam que a criança nasceria em Belém, que fica a uns poucos quilômetros ao sul de Jerusalém. A necessidade de uma estrela guiar os magos "sugere que Jesus não estava no lugar esperado". Baseado em Lucas, este local desconhecido fora de Belém poderia ser Nazaré. Sem saber que a estrela levou os magos para lá, Herodes teria ordenado a execução dos meninos de Belém desnecessariamente.

### Análise crítica
Muitos estudiosos modernos consideram as narrativas da Natividade como não históricas por estarem repletas de teologia e pelas discrepâncias entre os dois relatos. Eles afirmam, por exemplo que o relato de Mateus sobre o aparecimento de um anjo a José num sonho, os magos, o massacre e a fuga para o Egito não tem paralelo em Lucas, que, por sua vez, descreve sozinho a aparição de um anjo a Maria, um censo, o nascimento numa manjedoura e o coro de anjos.
A maioria dos estudiosos modernos aceita a hipótese da prioridade de Marcos, ou seja, que os relatos de Lucas e Mateus teriam se baseado no Evangelho de Marcos, mas que as narrativas da Natividade teriam sido baseadas das fontes independentes de cada um deles — conhecidas como fonte M para Mateus e fonte L para Lucas — e foram adições posteriores.
Além disso, os estudiosos também rejeitam a historicidade dos relatos do nascimento especificamente, narrados de forma diferente e apresentando diferentes genealogias. Enquanto Vermes e Sanders descartam o relato completamente como ficções piedosas, Brown acredita que eles foram construídos com base em tradições históricas mais antigas que os evangelhos.
De acordo com Brown, não há um consenso único entre os estudiosos sobre a historicidade dos relatos e, entre os que acreditam neles, há os que rejeitam o nascimento em Belém defendendo outras cidades, principalmente Nazaré, mas também Cafarnaum e até mesmo a distante Corazim. Bruce Chilton e o arqueólogo Aviram Oshri propuseram um nascimento Belém da Galileia, um local a dez quilômetros de Nazaré onde foram escavados artefatos da época de Herodes, o Grande. Armand P. Tarrech afirma que a hipótese de Chilton não tem suporte nas fontes cristãs e nem judaicas, apesar de Chilton aparentemente ter levado a sério o fato de que José «subiu da Galiléia, da cidade de Nazaré, à Judéia, à cidade de Davi, chamada Belém» (Lucas 2:4).

### Massacre dos Inocentes
A maior parte das biografias modernas de Herodes negam que o massacre tenha ocorrido. Steve Mason afirma que, se o Massacre dos Inocentes tivesse ocorrido como relata Mateus, seria muito estranho que Flávio Josefo não o tenha citado, negando por isso a historicidade do evento. Sanders, da mesma forma, caracteriza o estilo de Josefo como convencido da crueldade de Herodes, sugerindo que ele teria incluído o evento em seu relato se ele tivesse ocorrido. Ele prossegue afirmando que, tendo pouca informação de fato histórica, Mateus teria aparentemente baseado sua história no relato do jovem Moisés, que foi ameaçado pela ordem do faraó de matar todos os meninos hebreus e que este tipo de utilização das Escrituras para contar a história do nascimento de Jesus era considerado legítimo para os padrões da época.
Há também aqueles que defendem a historicidade do massacre. R. T. France afirma que o massacre foi um evento de baixo impacto que não teria chamado a atenção de Josefo, apesar de ser típico dele em sua concepção. Paul L. Maier argumenta que Belém era uma cidade pequena e que o massacre seria um evento irrelevante para Josefo, que nasceu, supostamente, mais de quarenta anos depois Paul Barnett e, separadamente, Craig L. Blomberg defendem o mesmo, acrescentando que o número de crianças seria muito pequeno para atrair a atenção dos historiadores.

### Data do nascimento

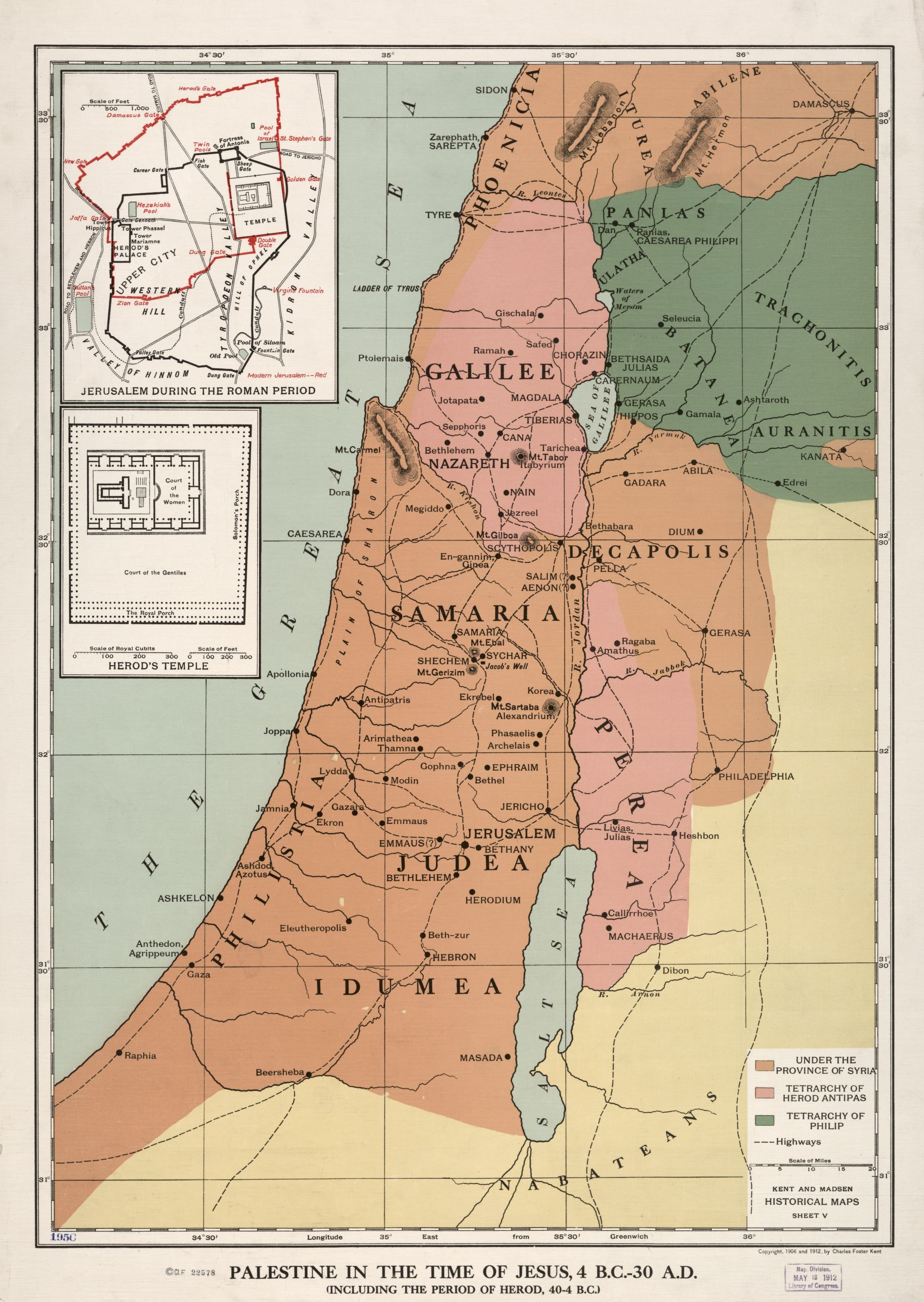
Mapa da região do Levante na época do Nascimento de Jesus. O domínio de Herodes Antipas em rosa, o de Filipe em verde e em laranja os territórios sob controle direto dos romanos.

Duas abordagens diferentes tem sido utilizadas para estimar o ano do nascimento de Jesus, uma analisando os relatos da Natividade nos evangelhos de Lucas e Mateus e relacionando-os a outros dados históricos, e a outra vindo de trás para frente a partir da data estimada do início do ministério de Jesus.

#### Abordagem via relatos da Natividade
Os relatos dos evangelhos de Mateus e Lucas não mencionam uma data ou estação do ano para o nascimento de Jesus e Karl Rahner afirma que os evangelhos, de forma geral, não proveem informações cronológicas suficientes para satisfazer as demandas de um historiador moderno. Mas tanto um quanto outro associam o nascimento de Jesus com a época de Herodes, o Grande e, por isso, a maior parte dos estudiosos geralmente assume uma data para o nascimento entre 6 e 4 a.C.
Porém, muitos estudiosos enxergam nos relatos uma contradição, pois enquanto o Evangelho de Mateus localiza o nascimento de Jesus durante o reinado de Herodes, que morreu em 4 a.C., o Evangelho de Lucas o faz dez anos depois da morte dele, durante o censo de Quirino, descrito pelo historiador Josefo. A maioria acredita que Lucas teria simplesmente se enganado, enquanto outros tentaram reconciliar relato com os detalhes fornecidos por ele, utilizando abordagens que vão desde "erros gramaticais" — a tradução da palavra grega prote, utilizada em Lucas, deveria ser lida como "registro [censo] antes de Quirino ser governador da Síria" — até argumentos arqueológicos e referências a Tertuliano sugerindo um "censo em duas fases" — que teria envolvido um registro inicial, baseado em Lucas 2:2, que cita um "primeiro recenseamento". Géza Vermes descarta estas tentativas como sendo "acrobacias exegéticas".
Apesar da celebração do Natal em dezembro, nem Lucas e nem Mateus mencionam uma estação do ano para o nascimento de Jesus. Porém, argumentos acadêmicos sobre o realismo dos pastores deixando seus rebanhos pastando no inverno já foram propostos, tanto disputando um nascimento no inverno (no hemisfério norte) para Jesus quanto defendendo-o com base na brandura dos invernos em Israel e nas regras rabínicas sobre ovelhas perto de Belém antes de fevereiro.
Segundo Santo Agostinho, em seu livro De Trinitate, 4º volume, a data do Natal foi estabelecida em 7 de Janeiro (hoje em dia modificada para 25 de Dezembro) porque uma tradição afirma que a concepção de Jesus foi no dia 8 de Abril e a gestação ocorreu durante 9 meses exatos. Eis o que diz o Pai da Igreja:
"Octauo enim kalendas apriles conceptus creditur quo et passus; ita monumento nouo quo sepultus est ubi nullus erat positus mortuorum nec ante nec postea congruit uterus uirginis quo conceptus est ubi nullus eminatus est mortalium. Natus autem traditur octauo kalendas ianuarias."

#### Abordagem de trás para a frente
Uma abordagem para estimar o ano do nascimento de Jesus independente dos relatos da Natividade envolve contar o tempo para trás a partir da afirmação em 3 23: de que Jesus "tinha cerca de trinta anos" quando começou a pregar.
Três independentes formas de estimar as datas desta forma foram propostas: a primeira utilizando o «décimo quinto ano do reinado de Tibério César» (Lucas 3:1), a segunda via uma referência durante a disputa entre Jesus e os fariseus em João 2:20 ("Em quarenta e seis anos foi edificado este santuário, e tu o levantarás em três dias?") e finalmente a terceira com base na referência de Flávio Josefo à prisão e execução de João Batista. Esta última se relaciona ao período do ministério de Jesus, mas as duas anteriores são referências à data quando ele começou a pregar.
Calculando de trás para a frente desta forma, alguns estudiosos estimaram o ano de 28 d.C. como sendo, a grosso modo, o 32º aniversário de Jesus e, portanto, que ele teria nascido entre 6 e 4 a.C.

### Local de nascimento

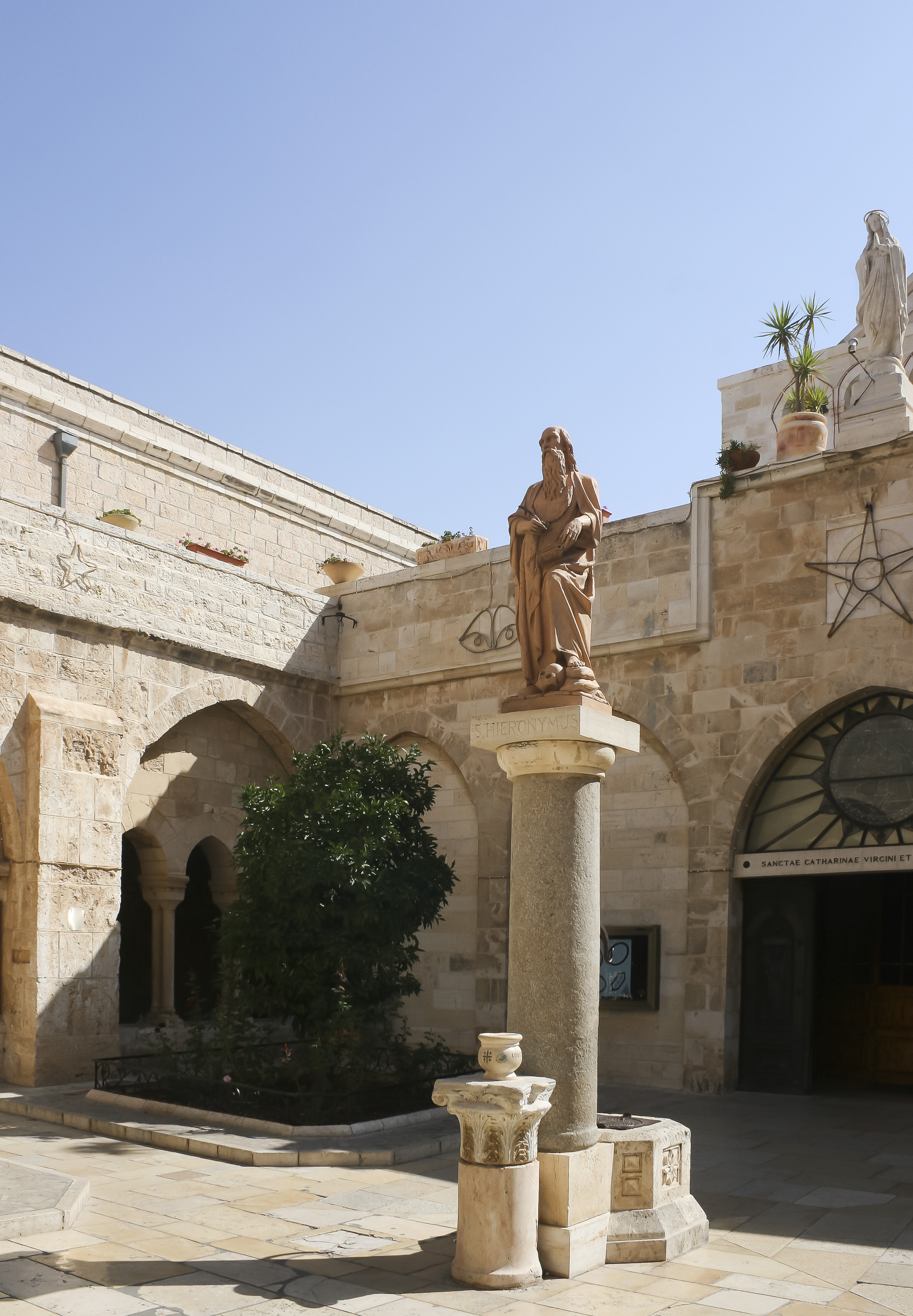
Igreja da Natividade em Belém, cujo edifício original foi construído por Santa Helena, no século IV, sobre o local onde tradicionalmente se acredita ter nascido Jesus.

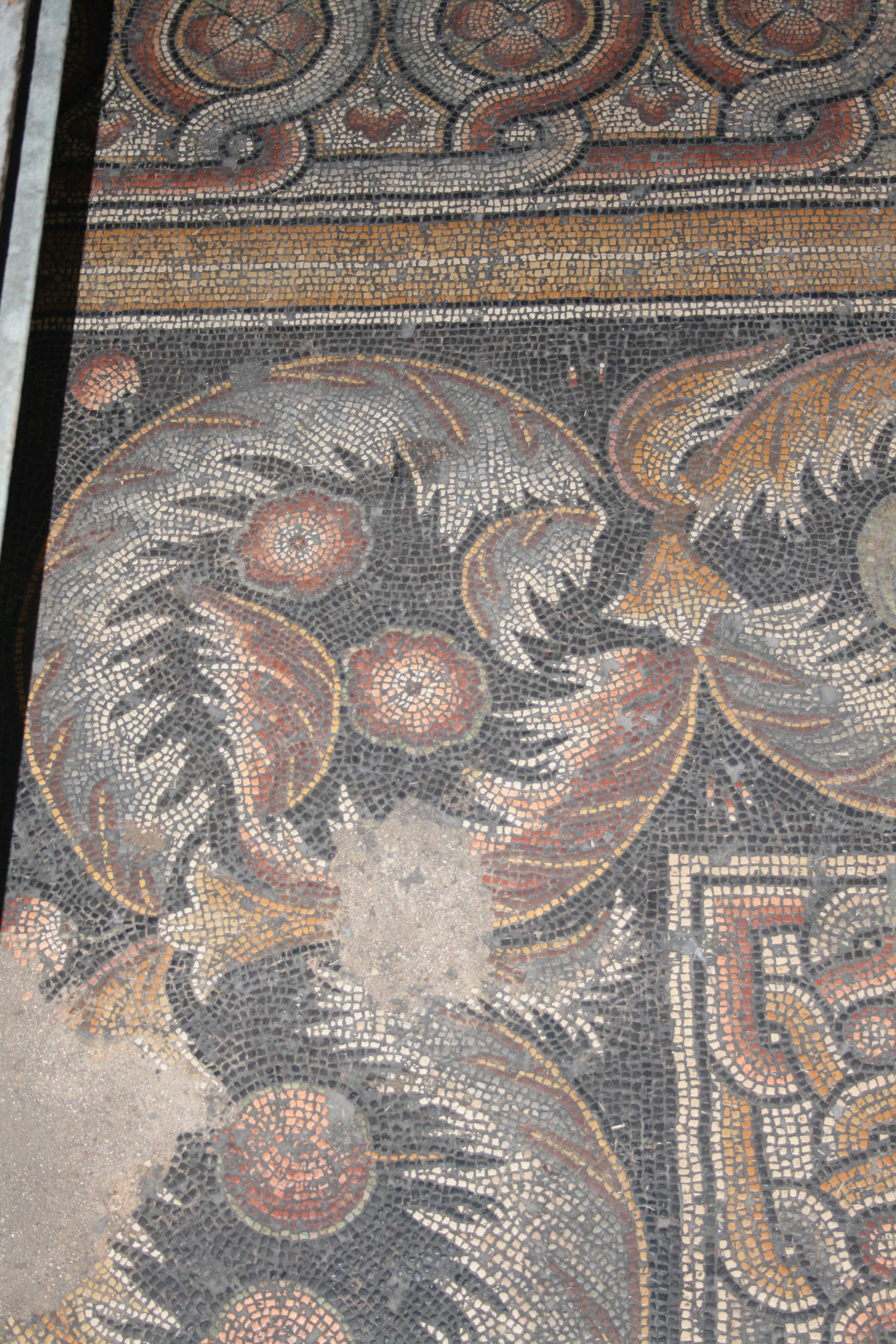
Mosaicos da Igreja da Natividade

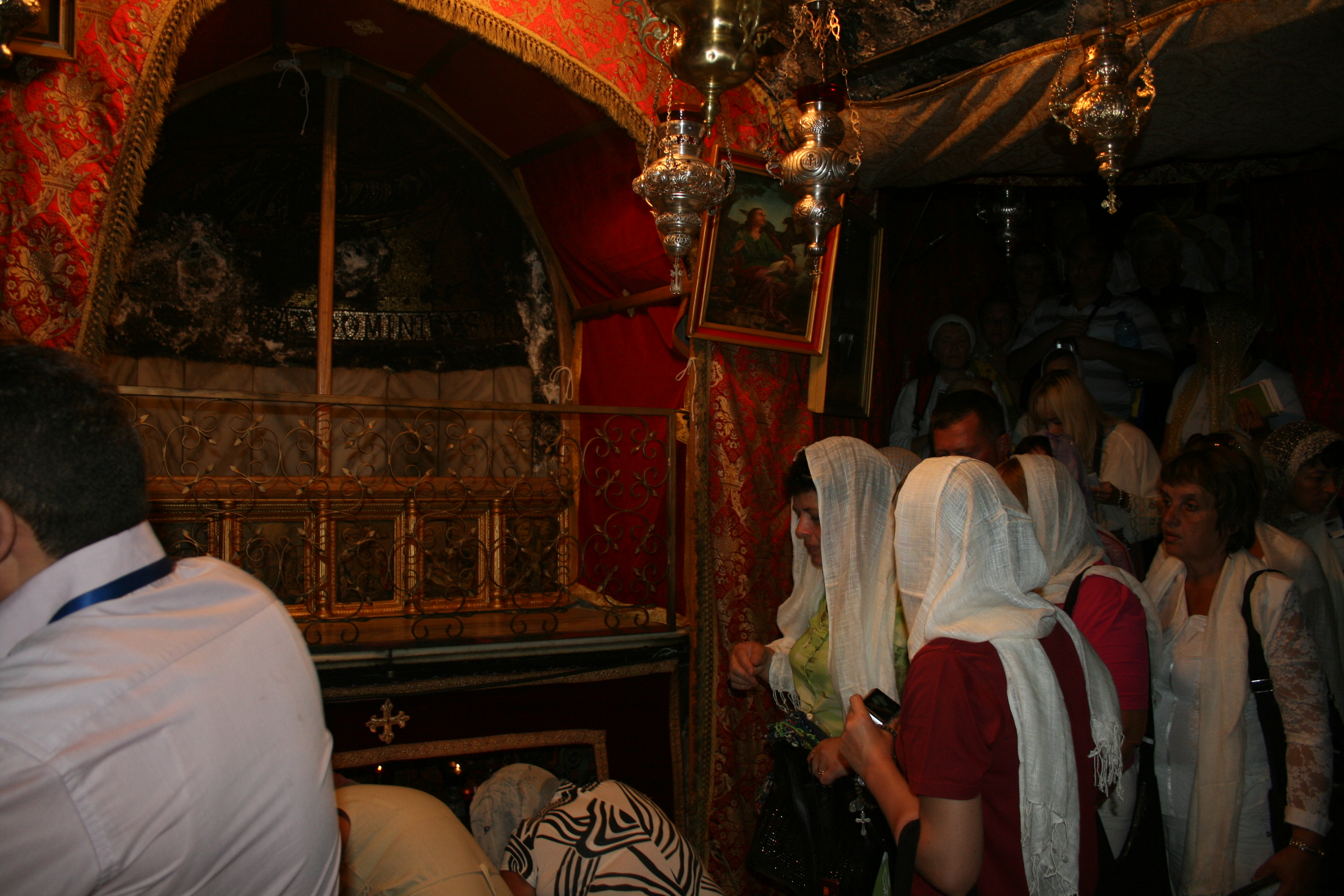
Gruta da Igreja da Natividade

Lucas e Mateus afirmam que Jesus nasceu em Belém (Mateus 2:1; Lucas 2:4). Embora Mateus não afirme a origem de José ou onde ele morava antes do nascimento, o seu relato deixa a impressão que a família vivia em Belém. Porém, Lucas 1:26–27 claramente afirma que Maria vivia em Nazaré antes do nascimento de Jesus.
O relato de Lucas afirma que Maria deu à luz Jesus e o deitou numa manjedoura «porque não havia lugar para eles na hospedaria» (Lucas 2:7). A palavra grega "kataluma" pode ser trazida tanto como "hospedaria" quanto como "quarto de hóspedes" e alguns estudiosos já propuseram que José e Maria teriam tentado ficar na casa de parentes ao invés de numa hospedaria, mas as encontraram lotadas (e por isso decidiram se abrigar numa sala com uma manjedoura).
No século II, Justino Mártir afirmou que Jesus teria nascido numa caverna fora da cidade em linha com o apócrifo Protoevangelho de Tiago, que relata um nascimento lendário numa caverna próxima. A Igreja da Natividade, em Belém, foi construída por Santa Helena e está sobre o local tradicional da caverna/manjedoura venerado como local de nascimento de Jesus e que pode ter sido no passado um santuário do deus Tamuz. Em "Contra Celso" 1.51, Orígenes, que viajou pela Palestina a partir de 215, escreveu sobre a "manjedoura de Jesus".
Sanders considera que o censo de Lucas, no qual todos teriam sido obrigados a voltar para sua terra natal, como sendo historicamente pouco crível, dado que era contrário à prática dos romanos, que não teriam obrigado seus súditos a abandonarem suas casas para voltarem às suas terras natais para um simples registre e que as pessoas eram incapazes de retraçar suas linhagens quarenta e duas gerações para trás.

## Temas e analogias

### Análise temática
Helmut Koester afirma que a narrativa de Mateus se formou num ambiente bíblico enquanto que a de Lucas tinha como objetivo ser atrativa no mundo greco-romano. Particularmente, segundo ele, enquanto os pastores eram vistos com ressalvas pelos judeus na época de Jesus, na cultura greco-romana eles eram considerados como "símbolos de uma era de ouro quando deuses e homens viviam em paz e a natureza estava em harmonia". Porém,  C. T. Ruddick, Jr. afirma que as narrativas da Natividade de Lucas (tanto de Jesus quanto de João) foram baseadas em Gênesis 27:43. Seja como for, o relato de Lucas representa Jesus como salvador de todo o povo e sua genealogia retrocede até Adão, demonstrando sua humanidade em comum conosco, assim como seu nascimento em circunstâncias pouco nobres. Escrevendo para uma audiências de gentios, Lucas retrata Jesus como salvador de gentios e judeus. Mateus utiliza cotações das Escrituras judaicas, cenas reminiscentes da vida de Moisés e um padrão numérico em sua genealogia para identificar Jesus como um "filho de David" e de Abraão. O seu prelúdio é muito maior que o de Mateus, enfatizando a era do Espírito Santo e a chegada de um salvador para todos os povos, gentios e judeus.
Acadêmicos da corrente principal (mainstream) interpretam o relato de Mateus sobre a Natividade como representando Jesus como um novo Moisés, com uma genealogia que retrocede até Abraão.
Segundo estes estudiosos, Mateus coloca Jesus no papel de um segundo Moisés: como ele, Jesus é salvo de um tirano assassino e foge de seu país natal até que seu perseguidor esteja morto e depois volta para casa como salvador de seu povo.

### Paralelos com o Antigo Testamento
Acadêmicos há muito debatem se Mateus 1:22 e Mateus 2:23 são uma referência a passagens específicas do Antigo Testamento. O versículo em Mateus 1:22, "Ora tudo isto aconteceu, para que se cumprisse o que dissera o Senhor pelo profeta", não menciona o profeta Isaías em documentos do século IV (como o Codex Sinaiticus), mas alguns manuscritos dos séculos V e VI (como o Codex Bezae), já apresentam a forma "Isaías, o profeta". «Eis que a virgem conceberá e dará à luz um filho» (Mateus 1:23) utiliza o termo grego "parthenos" como "virgem" como o trecho de Isaías na Septuaginta, ao passo que o mesmo trecho no muito mais antigo texto massorético utiliza a palavra hebraico "almah", que pode significar "donzela", "jovem mulher" ou "virgem".
Já o versículo em Mateus 2:23, "para se cumprir o que foi dito pelos profetas: Ele será chamado Nazareno", não faz menção a uma passagem específica do Antigo Testamento e há diversas interpretações acadêmicas sobre ao que o trecho se refere. B. Aland e outros estudiosos consideram o grego Ναζωραιος, utilizado para "nazareno", como de origem e etimologia incerta, mas M. Menken afirma que trata-se do gentílico dos "habitantes de Nazaré". Ele também afirma que o trecho pode ser uma referência a Juízes 13:5–7. Gary Smith afirma que "nazireu" pode significar "aquele consagrado a Deus", ou seja, um asceta, ou pode ser uma referência a Isaías 11:1.

## Teologia cristã

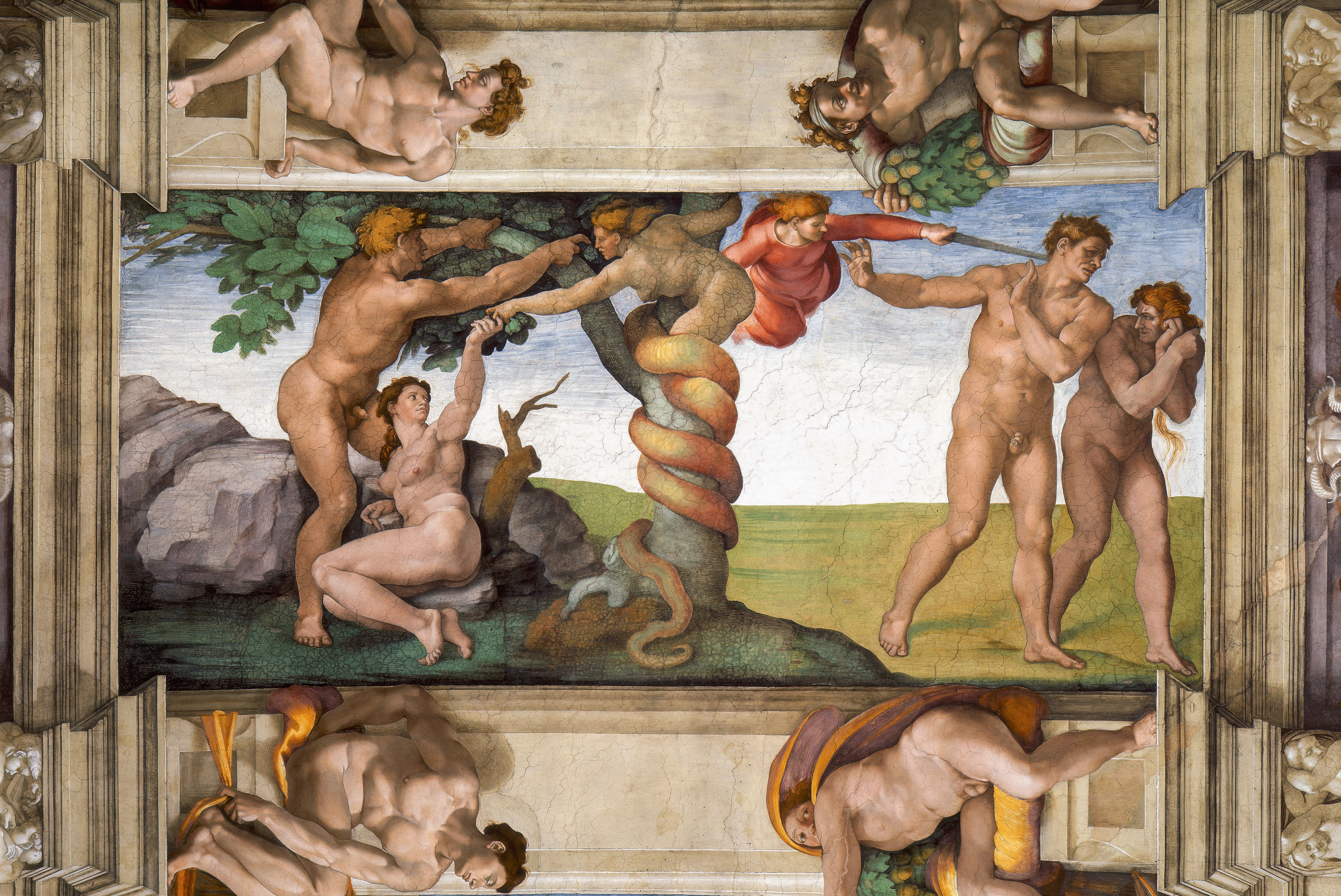
Queda do homem. Segundo o apóstolo Paulo, Jesus nasceu como um "novo Adão" ou "segundo homem", para redimir a herança de desobediência deixada pelo "primeiro homem", Adão

A Natividade tem importância central na doutrina cristã, desde a época patrística até os tempos atuais. O primeiro a endereçar as questões teológicas do evento foi Paulo de Tarso e o debate continuou, dando origem a importantes diferenças cristológicas e mariológicas entre os cristãos que resultaram os primeiros cismas da Igreja no início do século V.

### Nascimento de um novo homem
Paulo considerava o nascimento de Jesus como um modelo para toda a criação e sua doutrina sobre a questão está em Colossenses 1:15–16: "[Ele] é a imagem do Deus invisível, o primogênito de toda a criação. Pois nele foram criadas todas as coisas nos céus e sobre a terra, as visíveis e as invisíveis, quer sejam tronos quer dominações quer principados quer potestades; todas as coisas têm sido criadas por ele e para ele".
Além disso, Paulo entendia o nascimento de Jesus como um evento de importância cósmica que deu origem ao "novo homem" que desfez o dano provocado pela queda do primeiro homem, Adão. Da mesma forma que a visão joanina de Jesus como o Logos encarnado proclama a relevância universal de seu nascimento, a perspectiva paulina enfatiza o nascimento de um novo homem e de um novo mundo no nascimento de Jesus. Na doutrina de Paulo, Adão se posiciona como o primeiro homem e Jesus, o segundo: o primeiro, tendo se corrompido por sua desobediência, infectou também a humanidade e a deixou com uma maldição como herança. A visão escatológica de Paulo, o nascimento de Jesus, por outro lado, contrabalançou a queda de Adão, trazendo a redenção e reparando o dano feito por ele.
Na teologia patrística, o contraste paulino de Jesus como novo homem versus Adão foi o ponto de partida para a discussão sobre a singularidade do nascimento de Jesus e dos eventos de sua vida. A Natividade passou a ser o início da "cristologia cósmica" na qual o nascimento, a vida e a ressurreição de Jesus tem implicações universais. O conceito de Jesus como "novo homem" repete o ciclo de nascimento e renascimento de Jesus, de seu nascimento até sua ressurreição: depois do nascimento, por sua moralidade e obediência ao Pai, Jesus deu início a uma "nova harmonia" na relação entre Deus Pai e o homem. Desta forma, os dois eventos deram origem ao autor e ao exemplo a ser seguido de uma nova humanidade.
No século II, Ireneu de Lyon escreveu:
| “ | Quando Ele se encarnou e foi feito homem, começou de novo uma longa linhagem de seres humanos e nos deu, de maneira rápida e abrangente, a salvação; para que o que havíamos perdido em Adão — existir de acordo com a imagem e semelhança de Deus — possamos recuperar em Cristo Jesus. | ” |
|   | — Ireneu de Lyon. |   |

Ireneu foi também um dos primeiros teólogos a utilizar a analogia do "segundo Adão" e da "segunda Eva", que, segundo ele, era a Virgem Maria. Em sua obra, Ireneu afirma que Maria "desatou o nó do pecado atado pela virgem Eva" e que, assim como Eva havia tentado Adão a desobedecer a Deus, Maria abriu o caminho de obediência para o "segundo Adão" (Jesus), da Anunciação até o Calvário, para que ele pudesse nos salvar, desfazendo o dano feito por Adão.
No século IV, esta singularidade nas circunstâncias relativas à Natividade de Jesus e suas inter-relações com o mistério da encarnação tornou-se o elemento central tanto da teologia quanto hinódia de Santo Efrém da Síria. Para ele, à esta singularidade se somou o sinal de majestade do Criador, claramente perceptível pela habilidade de um Deus todo-poderoso de entrar neste mundo como um pequeno recém-nascido. De Paulo, Agostinho citava «Pois assim como em Adão todos morrem, assim também em Cristo todos serão vivificados» (I Coríntios 15:22).
Esta teologia persistiu durante a Reforma Protestante e o "segundo Adão" era um dos seis modos de expiação discutidos por João Calvino. No século XX, o proeminente teólogo Karl Barth continuou a mesma linha de raciocínio e propôs que a Natividade de Jesus seria o nascimento de um novo homem que sucedeu Adão. Porém, na teologia de Barth, Jesus, ao contrário de Adão, serviu como um Filho obediente na realização da vontade divina e era, portanto, livre do pecado e capaz, por isso, de revelar a justiça de Deus Pai e de salvar o homem.

### Cristologia da Natividade

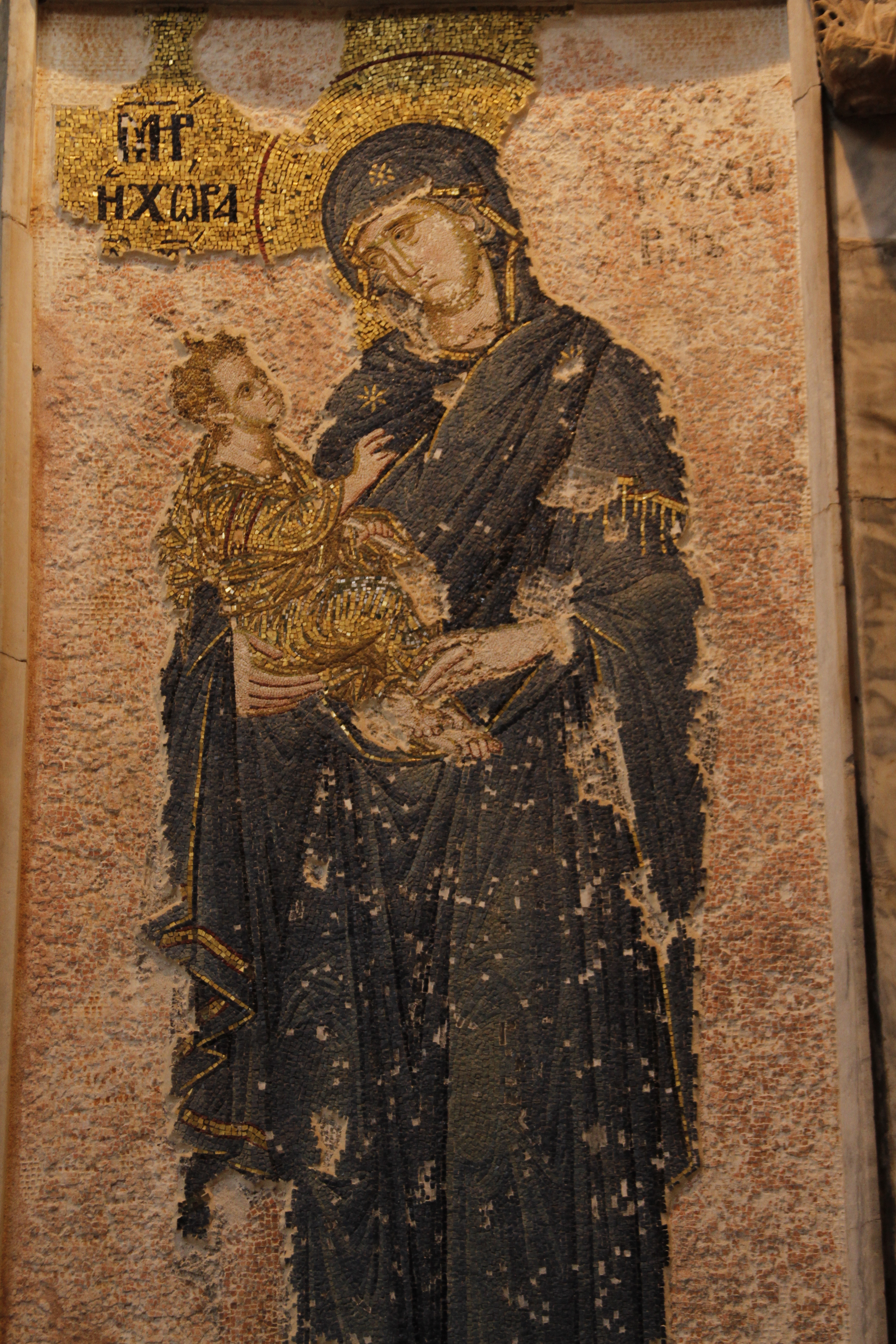
Mosaico da Teótoco na Igreja de Chora, em Istambul. Uma das grandes controvérsias do cristianismo primitivo tratou do título de Teótoco dado Virgem Maria, que significa "portadora/mãe de Deus". A confusão teológica sobre a relação entre as naturezas divina e humana em Jesus encarnado — e delas com Maria — só se resolveu definitivamente no Concílio de Calcedônia em 451, à custa de um cisma que perdura até hoje (vide Igrejas ortodoxas orientais).

A Natividade de Jesus teve importantes consequências para o debate cristológico sobre a pessoa de Cristo desde os primeiros dias do cristianismo. A cristologia de Lucas está centrada na dialética das duas naturezas das manifestações divina e terra da existência de Cristo, ao passo que a de Mateus se foca na missão de Jesus e no seu papel como salvador da humanidade.
A crença na divindade de Jesus levou à questão de se Jesus era um homem nascido de uma mulher ou Deus nascido de uma mulher. Diversas hipóteses e crenças sobre a natureza de seu nascimento circularam nos primeiros quatro séculos do cristianismo. O debate sobre o título Teótoco ("portadora/mãe de Deus") dado à Virgem Maria é um exemplo do impacto da mariologia na cristologia na época. Algumas destas hipóteses e doutrinas foram finalmente consideradas heresias — o nestorianismo, por exemplo — enquanto outras levaram a cismas e à formação de novos ramos da Igreja — a Igreja Assíria do Oriente, que existe até hoje.
A ênfase salvífica de Mateus 1:21 impactou muito depois o debate teológico e a devoção ao Santo Nome de Jesus. Mateus 1:23 é fonte da "Cristologia de Emanuel" no Novo Testamento. Começando com este versículo, Mateus demonstra um claro interesse em revelar Jesus como "o Senhor entre nós" ("Emanuel") e em desenvolver a caracterização de Jesus como "Emanuel" em pontos chave de seu evangelho. O nome em si não aparece mais nenhuma vez no Novo Testamento, mas Mateus parte dele em Mateus 28:20 ("Eis que eu estou convosco todos os dias até o fim do mundo") para indicar que Jesus estará com os fiéis no fim dos tempos. Ulrich Luz vai mais longe e afirma que o tema de "Emanuel" está presente em todo o Evangelho de Mateus entre 1:23 e 28:20, aparecendo implícita ou explicitamente em diversos outros versículos.
Diversos concílios ecumênicos se reuniram nos séculos IV e V para lidar com estes temas. O Concílio de Éfeso debateu a união hipostática das naturezas humana e divina versus o monofisismo (uma única natureza), o miafisismo (duas naturezas unidas como uma só) e o nestorianismo (duas naturezas distintas). O Concílio de Calcedônia (451) foi muito influente e um ponto de inflexão nos debates cristológicos da época, pois, ao encerrar definitivamente a discussão iniciada em Éfeso, provocou uma grande divisão na Igreja — as Igrejas ortodoxas orientais, que existem até hoje. Em Calcedônia, a união hipostática foi decretada parte do credo e doutrina oficial da Igreja.
No século V, papa Leão Magno utilizou a Natividade como elemento principal de sua teologia. Ele compôs dez sermões sobre o tema, dos quais sete sobreviveram, e o que ele proferiu no natal de 451 demonstra sua preocupação com o aumento da importância dada à festa do natal e enfatiza as duas naturezas de Cristo em linha com a doutrina cristológica da união hipostática. Leão frequentemente utilizava estes sermões para atacar os pontos de vista contrários, mas sem declarar nominalmente seus adversários, utilizando assim a festa da Natividade para deixar claras as fronteiras do que seria considerado herético sobre o nascimento e a natureza de Cristo.
No século XIII, São Tomás de Aquino tratou da questão sobre se o "nascimento" deveria ser aplicado à pessoa (o Verbo) ou apenas à natureza humana assumida. O assunto foi tratado em oito artigos distintos da Suma Teológica, cada um propondo uma questão diferente: "Deve a Natividade considerar a natureza ao invés da Pessoa?", "Deve uma Natividade temporal ser atribuída a Cristo?", "Deve a Santa Virgem Maria ser chamada de Mãe de Cristo?", "Deve a Santa Virgem Maria ser chamada de Mãe de Deus?" e assim por diante. Aquino distingui entre a pessoa nascida e a natureza na qual o nascimento se realiza, resolvendo a questão argumentando que, segundo a união hipostática, Cristo tem completamente duas naturezas, uma recebida do Pai, eterna e divina, e outra de sua mãe, temporal e humana. Esta abordagem resolveu o problema mariológico de Maria ter recebido o título de Teótoco, pois ela seria de fato a "mãe de Deus" (Jesus) em sua natureza humana.
Durante a Reforma Protestante, João Calvino argumentou que Jesus não foi santificado como "Deus manisfestado encarnado" (em latim: Deus manifestatus in carne) apenas por causa de seu nascimento virginal, mas através da ação do Espírito Santo "no instante de seu nascimento". Assim, Calvino argumenta que Jesus estava livre do pecado original e foi santificado quando nasceu para que sua geração fosse sem mácula, como era a geração antes da queda de Adão.

## Impacto no cristianismo

### Festas e elementos litúrgicos

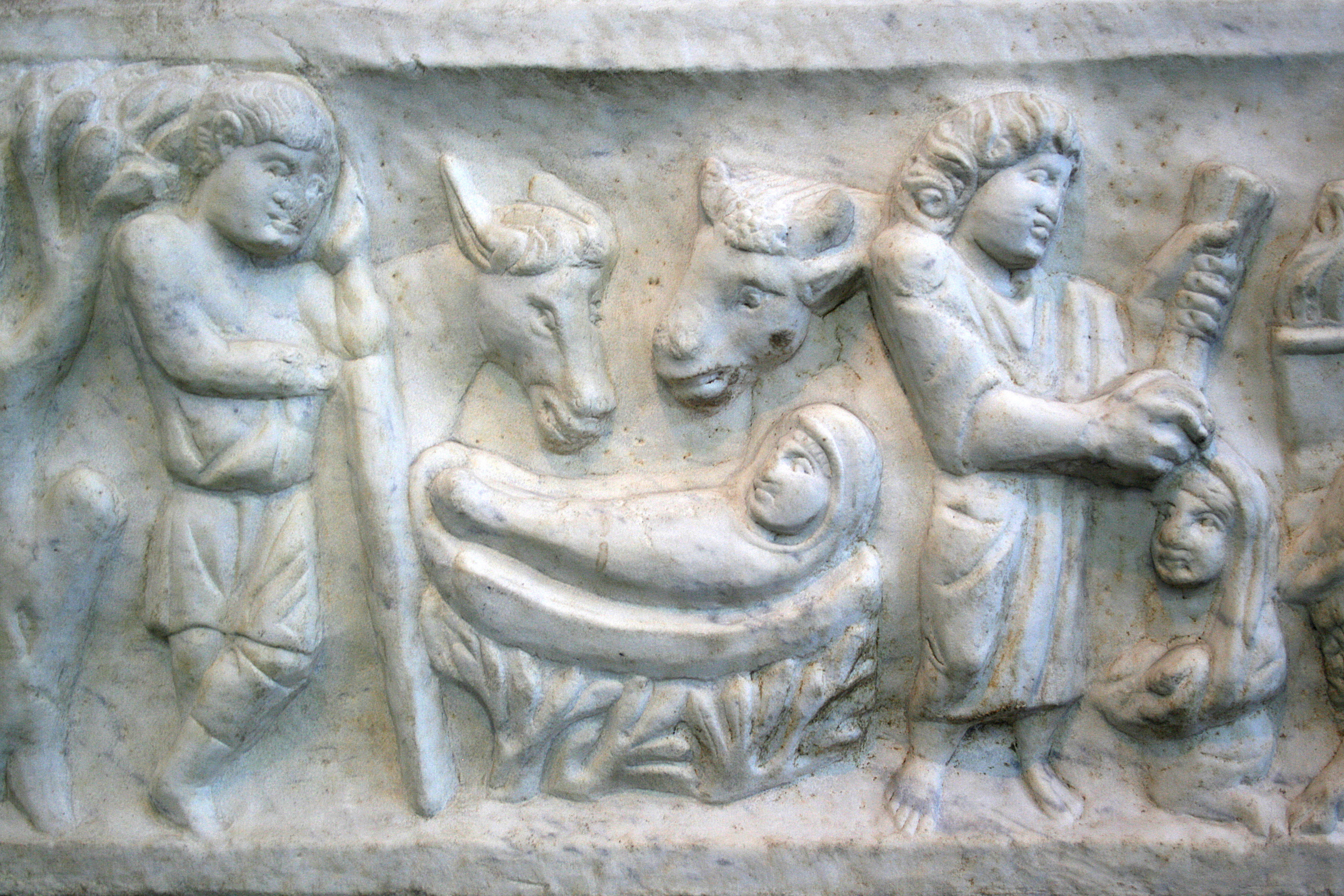
Cena da Natividade num sarcófago romano do século IV.
Palazzo Massimo alle Terme, em Roma.

Nos séculos I e II, o Dia do Senhor (domingo), a mais antiga celebração cristã, reunia diversos temas teológicos. No século II, a Ressurreição de Jesus se separou na festa da Páscoa e, no mesmo século, a Epifania começou a ser celebrada no oriente em 6 de janeiro. A festa dos magos ("Dia de Reis") em 6 de janeiro pode estar relacionada à celebração pré-cristã da benção do Nilo no Egito, que se realizava em 5 de janeiro, mas não é certo. A festa da Natividade, que transformar-se-ia no Natal, era uma festa do século IV no cristianismo ocidental, particularmente em Roma e no norte da África, embora não se saiba ao certo quando e nem onde ela foi celebrada primeiro.
A primeira fonte citando 25 de dezembro como data do nascimento de Jesus foi Hipólito de Roma (170–236), que escreveu no início do século III e se baseou na premissa de que a concepção de Jesus se deu no equinócio da primavera no hemisfério norte, que ele datou em 25 de março, nove meses antes do nascimento. Há evidências históricas de que, em meados do século IV, as igrejas cristãs do oriente celebrassem o nascimento e o Batismo de Jesus no mesmo dia, em 6 de janeiro, enquanto que as do ocidente celebravam o nascimento em 25 de dezembro (provavelmente influenciadas pelo solstício do inverno no hemisfério norte). É certo também que, nesta época, os calendários de ambas incluíam as duas festas. A mais antiga sugestão de uma festa do Batismo de Jesus em 6 de janeiro vem de Clemente de Alexandria, mas não existe nenhuma outra menção ao evento até 361, quando conta-se que o imperador Juliano teria participado de uma.
O manuscrito iluminado "Cronografia de 354", compilado em Roma, inclui uma referência à celebração do Natal. Num sermão em Antioquia em 25 de dezembro de c. 386, São João Crisóstomo oferece informações mais específicas sobre a festa lá, afirmando que ela era celebrada havia apenas dez anos. Por volta de 385, a festa do nascimento de Jesus foi separada do Batismo e passou a ser celebrada em 25 de dezembro em Constantinopla, Níssa e Amaseia. Num sermão em 386, Gregório de Níssa relacionou especificamente a festa da Natividade com a véspera do martírio de Santo Estêvão, celebrada no dia 26 de dezembro. Em 390, a festa já era realizada também em Icônio no mesmo dia.
Papa Leão Magno oficializou a festa em sua obra "Mistério da Encarnação" no século V. Papa Sisto III depois instituiu a prática da missa à meia-noite dá véspera. No século VI, o imperador Justiniano declarou o Natal como feriado legal.
Nos séculos XIV e XV, a importância teológica da Natividade de Jesus foi ligada à crescente importância da natureza amorosa da devoção do Menino Jesus nos sermões de importantes figuras como Jean Gerson. Em seus sermões, além da natureza amorosa, Gerson destacava ainda o plano cósmico de Jesus para a salvação da humanidade.
Na primeira parte do século XX, o Natal tornou-se uma "assinatura cultural" do cristianismo e de toda a cultura ocidental, mesmo em países como os Estados Unidos, que são oficialmente não religiosos. No início do século XXI, estes países começaram a prestar mais atenção aos sentimentos dos não cristãos durante as festas de Natal, abrindo espaço para manifestações de outras religiões.

### Transformando a imagem de Jesus

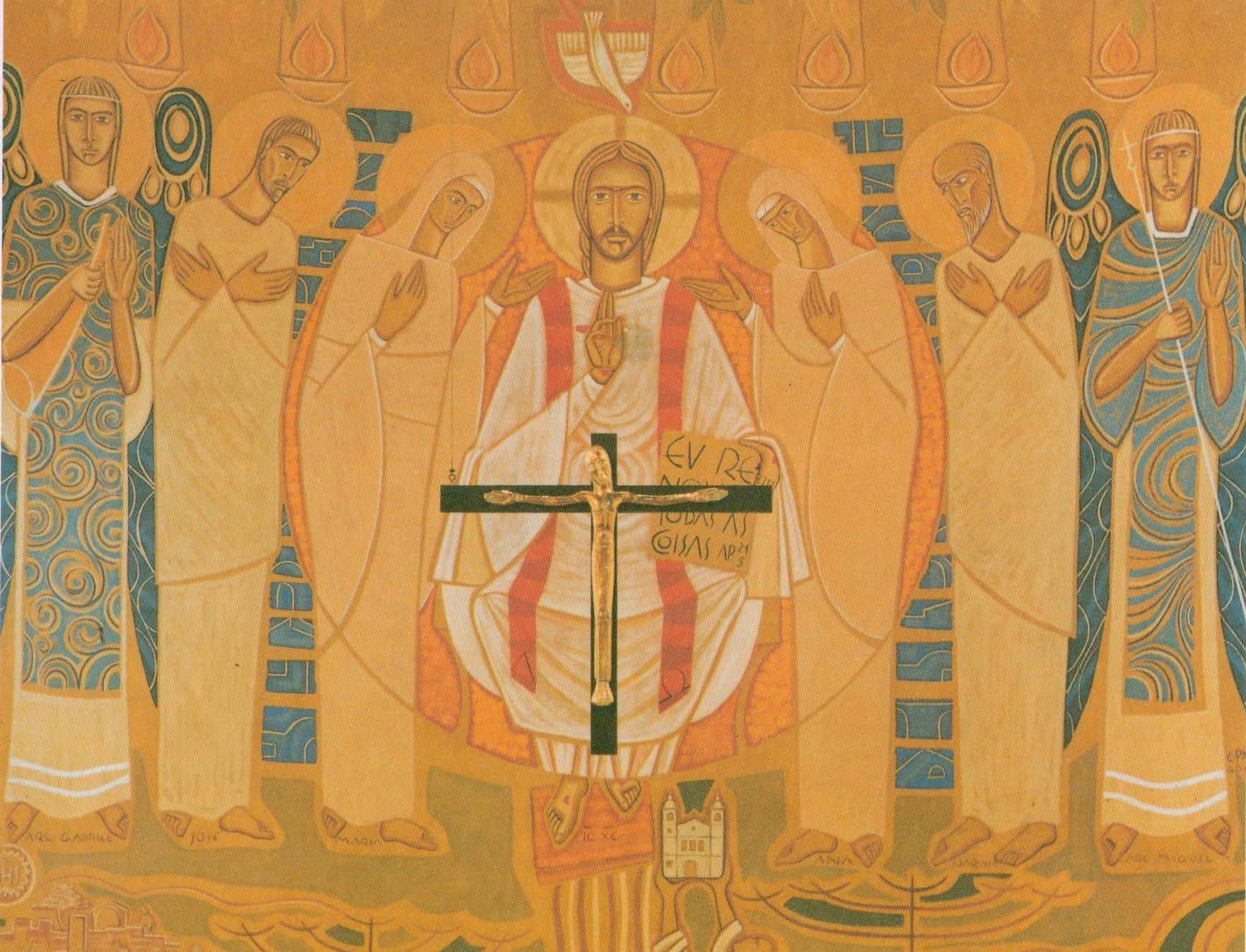
Imagem contemporânea de Cristo como Kyrios, "o Senhor", a forma mais comum de representar Jesus antes do século XIII.
Catedral de Itapeva, São Paulo, Brasil.

Os primeiros cristãos viam Jesus como "o Senhor" a e palavra "Kyrios" aparece mais de 700 vezes no Novo Testamento como referência a ele e seu uso na Septuaginta é também uma forma de atribuir a Jesus os atributos típicos de um Deus onipotente do Antigo Testamento. O uso do termo é anterior à época de Paulo de Tarso, mas ele expande e elabora sobre o tema eu suas epístolas.
As obras paulinas consolidaram entre os primeiros cristãos a imagem do "Kyrios" e seus atributos referentes não apenas à sua vitória escatológica, mas à sua "imagem divina" (em grego: εἰκών; romaniz.: eikōn), a partir de cuja face brilha a Glória de Deus. Esta imagem persistiu entre os cristãos como a percepção predominante de Jesus por muitos séculos. Mais do que qualquer outro título, "Kyrios" definiu a relação entre Jesus e os que acreditavam nele como Cristo: Jesus era o Senhor e Mestre que deveria ser servido com todo coração e que viria um dia para julgar suas ações.
Os atributos de senhor associados com a imagem de "Kyrios" de Jesus também implicavam em seu poder sobre toda a criação (Filipenses 2:10). Paulo em seguida analisou o passado e propôs que o domínio final de Jesus fora preparado já desde o princípio, começando com a pré-existência e a Natividade, com base em sua obediência como imagem de Deus. Com o tempo, principalmente por influência de Anselmo de Cantuária, Bernardo de Claraval e outros, esta imagem "Kyrios" de Jesus começou a ser suplantada por "uma imagem mais terna de Jesus", para cuja consolidação teve um papel fundamental a abordagem piedosa popular praticada pelos franciscanos.
O século XIII testemunhou um importante ponto de inflexão no desenvolvimento desta nova "imagem terna" de Jesus no cristianismo, pois os franciscanos começaram a enfatizar principalmente a humildade de Jesus, tanto no nascimento quanto na morte. A construção do presépio por São Francisco de Assis foi instrumental para retratar essa nova imagem de Jesus mais suave que contrastava com a poderosa e radiante imagem da Transfiguração (e a imagem "Kyrios") e enfatizava o caminho da humildade escolhido por Deus para realizar seu próprio nascimento. Conforme a Peste Negra devastava a Europa medieval, duas ordens mendicantes — franciscanos e beneditinos — ajudavam os fieis a liderem com a tragédia. Um elemento da abordagem franciscana era a ênfase na humildade de Jesus e na pobreza de seu nascimento: a imagem de Deus era a imagem de Jesus e não um Deus severo e punitivo, ele próprio humilde no nascimento e sacrificado na morte. O conceito de que um Criador onipotente poderia se despir de todo poder para conquistar o coração dos homens pelo amor e que pudesse ser colocado indefeso numa manjedoura era maravilhosa e tão tocante para os fiéis quanto o sacrifício da morte na cruz no Calvário.
Assim, já no século XIII, as ternas alegrias da Natividade de Jesus foram acrescentadas à agonia de sua crucificação e um novo e amplo repertório de emoções religiosas oficialmente aprovadas foi apresentado aos fiéis, com significativos impactos culturais sentidos nos séculos seguintes. Os franciscanos abordavam as duas extremidades deste espectro emotivo. Por um lado, a introdução do presépio encorajou a imagem terna de Jesus enquanto, por outro, o próprio Francisco de Assis tinha uma profunda devoção pelos sofrimentos de Jesus na Cruz e disse ter recebido seus estigmas como expressão do amor que tinha. A natureza dual da piedade franciscana, baseada na alegria da Natividade e no sacrifício da Crucificação tinham um profundo apelo para as populações urbanas e, conforme os frades franciscanos viajavam, estas emoções se espalharam pelo mundo, transformando a imagem "Kyrios" de Jesus definitivamente numa outra, mais terna, amorosa e misericordiosa. Estas tradições não se limitaram à Europa e logo se espalharam para outras partes do mundo, como a América Latina, as Filipinas e os Estados Unidos.
De acordo com o arcebispo de Cantuária Rowan Williams, esta transformação, acompanhada pela proliferação da imagem terna de Jesus na imagem da Madona com o Menino teve um importante impacto no ministério cristão ao permitir que os cristãos sentissem a presença viva de Jesus como uma figura amorosa "quem está sempre ali para abrigar e cuidar dos que se voltam para ele em busca de ajuda".

## Hinos, arte e música

### Cânticos na narrativa de Lucas
A narrativa da Natividade em Lucas deu origem a quatro cânticos muito conhecidos: o "Benedictus" ("Canção de Zacarias") e o "Magnificat" no primeiro capítulo e o "Gloria in Excelsis Deo" e o "Nunc Dimittis" ("Canção de Simeão") no segundo. Estes "cânticos evangélicos" são atualmente parte integral da tradição litúrgica cristã. A estrutura paralelizada da narrativa de Lucas sobre os nascimentos de Jesus e João Batista passa por três dos quatro cânticos, com exceção do "Gloria".
O "Magnificat" (Lucas 1:46–55) é a resposta de Maria ao anjo na Anunciação, um dos oito hinos cristãos mais antigos e provavelmente o mais antigo hino mariano. O "Benedictus" (Lucas 1:68–79) foi dito por Zacarias e o "Nunc Dimittis", por Simeão. Finalmente, o "Gloria in Excelsis" tradicional é mais longo que a linha de abertura que aparece em Lucas 2:14 e é chamado geralmente de "Canção dos Anjos", pois foi por eles cantado durante a Anunciação aos pastores.
Os três primeiros, se não forem da autoria do próprio Lucas, podem ter sua origem nos primeiros ritos litúrgicos ainda em Jerusalém, mas a origem exata deles permanece obscura.

### Artes visuais
As mais antigas representações artísticas da Natividade de Jesus estão nas catacumbas e sarcófagos em Roma. Como visitantes gentios, os magos eram populares nestas cenas, que também traziam o ciclo do nascimento e morte de Jesus e ressaltavam sua importância cósmica representando Adão e Eva. Porém, a mensagem inerente de pobreza e humildade da Natividade não caía bem com alguns romanos mais ricos, que embelezavam tanto a cena a ponto de algumas mostrarem Maria sentada num trono quando os magos chegaram. No século XIV, começaram a aparecer imagens de Maria que combinavam atributos humildes terrenos com outros dignos de uma rainha no céu, como por exemplo as representações da Madona da humildade.
Representações da Natividade são atualmente um componente normal das sequências ilustrando tanto ciclos da Vida de Cristo quanto da Vida da Virgem. Os ícones da Natividade também trazem em si uma mensagem de redenção: a unificação de Deus com a matéria forma o mistério da Encarnação, um ponto de inflexão na perspectiva cristã sobre a salvação.
Na Igreja Ortodoxa, os ícones da Natividade geralmente correspondem a hinos marianos específicos, como o contácio: "A Virgem hoje deu à luz o Transubstancial e a terra ofereceu uma caverna ao Inaproximável...". Em muitos ícones ortodoxos (geralmente acompanhados de seus respectivos hinos), dois elementos básicos são enfatizados. Primeiro, o evento retrata o mistério da Encarnação como a fundação da fé cristã e a natureza combinada de Cristo como Deus e homem. Segundo ele relaciona o evento à vida natural do mundo e suas consequências para a humanidade. De acordo com Gregório de Níssa, a festa do Natal na Igreja Ortodoxa não é um festival da Criação, mas da Recriação e da Renovação.

### Hinos, música e teatro
Como os judeus do século I, os primeiros cristãos rejeitavam o uso de instrumentos musicais em cerimônias religiosas e se contentavam com cantos e cantochões, levando finalmente à utilização do termo a cappella ("na capela") para este tipo de canto sem instrumentos.
Um dos primeiros hinos sobre a Natividade foi "Veni redemptor gentium", composto por Santo Ambrósio, em Mediolano (moderna Milão), no século IV. No início do século seguinte, o poeta hispânico Prudêncio escreveu "Do Coração do Pai", que contém nove stanza dedicadas à Natividade e representou Jesus como criador do universo. No mesmo século, o poeta gaulês Sedúlio compôs "Das Terras Que Veem o Sol Nascer", sobre a humildade de Jesus. O "Magnificat" é provavelmente o mais antigo hino mariano e se baseia na narrativa da Anunciação no Evangelho de Lucas.
São Romano, o Melodista, teve um sonho da Virgem Maria na noite anterior à festa da Natividade e, quando acordou no dia seguinte, compôs seu primeiro hino "Sobre a Natividade" e continuou compondo hinos (provavelmente algumas centenas) até o final de sua vida. Peças sobre a Natividade passaram a fazer parte do tropário, hinos na liturgia das igrejas de rito bizantino, a partir São Sofrônio no século VII. No século XIII, os franciscanos já tinham encorajado a formação de uma forte tradição popular de canções de Natal nas diversas línguas da Europa.
A maior parte das narrativas musicais da Natividade, com exceção dos hinos, não tem origem bíblica e não existiam até a música eclesiástica assimilar a ópera no século XVII. Depois, houve uma explosão de novas músicas, como a "História de Natal" (1660), de Schutz, "Christus", de Liszt, e o "Oratório de Natal", de Bach, no século seguinte. O poema clássico de John Milton, "Ode à Manhã do Nascimento de Cristo" (1629)", foi utilizado por John McEwan em 1901.